# جین کارول
الیزابت جین کارول (انگلیسی: E. Jean Carroll؛ زادهٔ ۱۲ دسامبر ۱۹۴۳) که بیشتر با نام جین کارول شناخته می‌شود، روزنامه‌نگار، نویسنده غیر داستانی، و ستون‌نویس اهل ایالات متحده آمریکا است.

## آزار جنسی
کارول در سال ۲۰۱۹ مدعی شد که در نیمهٔ دهه ۱۹۹۰ توسط دونالد ترامپ و لسلی مونویز مورد آزار و اذیت جنسی قرار گرفته‌است.
او مدعی شده‌است که ترامپ در اتاق پُرو یک فروشگاه لباس بزرگ در منطقه منهتن در اواسط دهه ۱۹۹۰ او را فریب داده و با زور به داخل یک اتاق پُرو کشانده و به او تجاوز جنسی کرده‌است. دونالد ترامپ در بیانیه‌ای این اتهام زنی را «اخبار دروغ» خوانده و گفته هیچ سند و مدرکی برای آن وجود ندارد.
۲۰۲۳ هیئت منصفه دادگاه منهتن نیویورک رئیس‌جمهور سابق آمریکا را در رابطه با سوءاستفاده جنسی از خانم «ای جین کارول» مجرم شناخت اما از اتهام تجاوز تبرئه کرد.
طبق رای دادگاه، ترامپ به جرم آزار جنسی این زن باید ۵ میلیون دلار غرامت به او پرداخت کند.
کارول، ۷۹ ساله، ترامپ ۷۶ ساله را متهم کرده بود که در اواسط دهه ۹۰ میلادی در یک فروشگاه بزرگ در شهر نیویورک به او تجاوز کرده بود.